# Vesperia
Vesperia ist eine Death-Metal-Band aus Toronto, Kanada.

## Geschichte
Gegründet wurde die Band 2005 vom Sänger und Bassisten Morgan Rider als Black-Metal-Band. Später erweiterte die Band ihren Stil zum heroischen Metal.
Sie besteht heute aus dem Sänger und Bassisten Morgan Rider, den beiden Gitarristen Casey Elliott und Frankie Caracci und dem Schlagzeuger Dylan Gowan. 2012 veröffentlichte das Quartett ihr Debütalbum Voyage From Vinland. Nach dem Demo The Swordsman und dem zweiten Album An Olden Tale fand die Gruppe zu ihren heutigen Stil. Im Frühjahr 2015 erschien die EP The Iron Tempests mit vier Liedern.
2014 gewann Vesperia das Wacken Metal Battle Kanada von 120 teilnehmenden Bands und wurde beste Metal-Nachwuchsband Kanadas. Beim Metal-Battle-Finale während des Wacken Open Air 2015 setzte sich die Band gegen die internationale Konkurrenz von 28 teilnehmenden Bands durch und gewann den 1. Platz.